# Иватуба
Иватуба (порт. Ivatuba) — муниципалитет в Бразилии, входит в штат Парана. Составная часть мезорегиона Северо-центральная часть штата Парана. Входит в экономико-статистический микрорегион Флораи. Население составляет 3009 человек на 2006 год. Занимает площадь 96,786 км². Плотность населения — 31,1 чел./км².
Праздник города — 25 июля.

## История
Город основан в 1960 году.

## Статистика
- Валовой внутренний продукт на 2003 год составляет 34 686 310,00 реалов (данные: Бразильский институт географии и статистики).
- Валовой внутренний продукт на душу населения на 2003 год составляет 11 915,60 реалов (данные: Бразильский институт географии и статистики).
- Индекс развития человеческого потенциала на 2000 год составляет 0,768 (данные: Программа развития ООН).

## География
Климат местности: субтропический. В соответствии с классификацией Кёппена, климат относится к категории Cfb.